# جبهة باب التبانة-جبل محسن
جبهة باب التبانة-جبل محسن في شمال لبنان وتحديدا في طرابلس إحدى أكثر المناظق الداخلية في لبنان توترًا منذ أكثر من ربع قرن وأسرعها اشتعالًا وأكثرها سكانًا وفقرًا احتقانًا سياسيًا بين الموالاة والمعارضة ومذهبيًا بين أهل السنة والجماعة والعلويين في الفترة التي أعقبت الجلاء السوري من لبنان. كانت هذه المنطقة إبان الحرب الأهلية اللبنانية إحدى خطوط التماس في المواجهات المسلحة التي اتسمت بالزعة الطائفية. ويتمركز علويون موالون تاريخيا لرفعت الأسد المعروف بمسؤوليته عن مجزرة حماة في الثمانينات, ة ما زالوا حتى اليوم يدينون له بالولاء وينتمون إلى الحزب العربي الديموقراطي. فيما يحتضن باب التبانة مع بقية أحياء طرابلس أكثرية السنة في لبنان والذين يوالي بعضهم آل كرامي المعروف بانحيازه إلى جانب تحالف 8 آذار في حين يوالي الكثرة آل الحريري مؤسسي تحالف 14 آذار. وتتباين أسباب اشتعال هذه الجبهة بين حين وآخر. فتارة تشتعل بسبب الاصطفاف الداخلي اللبناني وتأزم الوضع السياسي في بيروت كما حدث في منتصف عام 2008 حين اندلعت اشتباكات دامت 30 ساعة أسفرت عن مصرع 10 أشخاص واصابة 45 آخرين. وتارة تشتعل بسبب الأوضاع الإقليمية حيث يقبع الطرفان على طرفي نقيض إزاء الأوضاع الساخنة في المنطقة ويبرز في هذا الصدد مواقف الطرفين من الثورة السورية التي أدت لاندلاع الاشتباكات بينهما 3 مرات في غضون 7 أشهر. وفور اندلاع المواجهات هناك يهرع الجيش اللبناني إلى المنطقة لنشر قواته وإسكات مصادر النيران وترتيب هدنة بين اطرفين في مسعى للمحافظة على السلم الأهلي وصيانة أرواح الناس وممتلكاتهم. وينجم عاة عن الأحداث قطع الطريق الدولي الواصل بين طرابلس وعكار ونزوح المدنيين من مناطق الاقتتال إلى الأحياء المجاورة تتبعها محادثات علآ المستويات لتهدئة الأوضاع وعقد اتفاق لوقف اطلاق النار برعاية وجهاء المدينة.

## إحالات
1. ↑  «باب التبانة» و«جبل محسن»: جرح الشمال اللبناني المفتوح.[وصلة مكسورة] "نسخة مؤرشفة". مؤرشف من الأصل في 2016-04-09. اطلع عليه بتاريخ 2020-05-26.{{استشهاد ويب}}:  صيانة الاستشهاد: BOT: original URL status unknown (link)
2. ↑  هل تبقى طرابلس بمنأى عن الاعصار؟ نسخة محفوظة 14 نوفمبر 2018 على موقع واي باك مشين. [وصلة مكسورة]
3. ↑  جبهة باب التبانة - جبل محسن... «إلى الهدوء عُد» نسخة محفوظة 26 يناير 2020 على موقع واي باك مشين.